# 倭勒根河
倭勒根河，位于中华人民共和国黑龙江省西北部，是呼玛河右岸支流，河名源自鄂伦春语意为“隔河喊话”。上有两源：外倭勒根河和内倭勒根河，皆发源于大兴安岭地区新林区翠岗镇东部沙兰山北麓，主源外倭勒根河先向北再转东流，于呼玛县韩家园镇西南与内倭勒根河汇合后始称“倭勒根河”，继续东流至呼玛县兴华乡日升利村东南1千米处汇入呼玛河。河流全长325千米，河道平均比降2.99‰，河道弯曲系数2.50，流域面积3859平方千米。年均径流量8.3亿立方米。倭勒根河两岸多沼泽地，水草肥美，森林茂密。流域内富有金矿资源。